# 21671 Warrener
A 21671 Warrener (ideiglenes jelöléssel 1999 RP12) a Naprendszer kisbolygóövében található aszteroida. A LINEAR projekt keretében fedezték fel 1999. szeptember 7-én.